# Paměti lékařovy

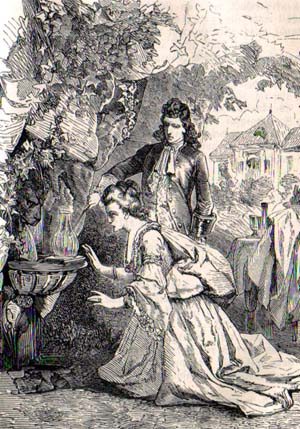
Ilustrace k románu Josef Balsamo

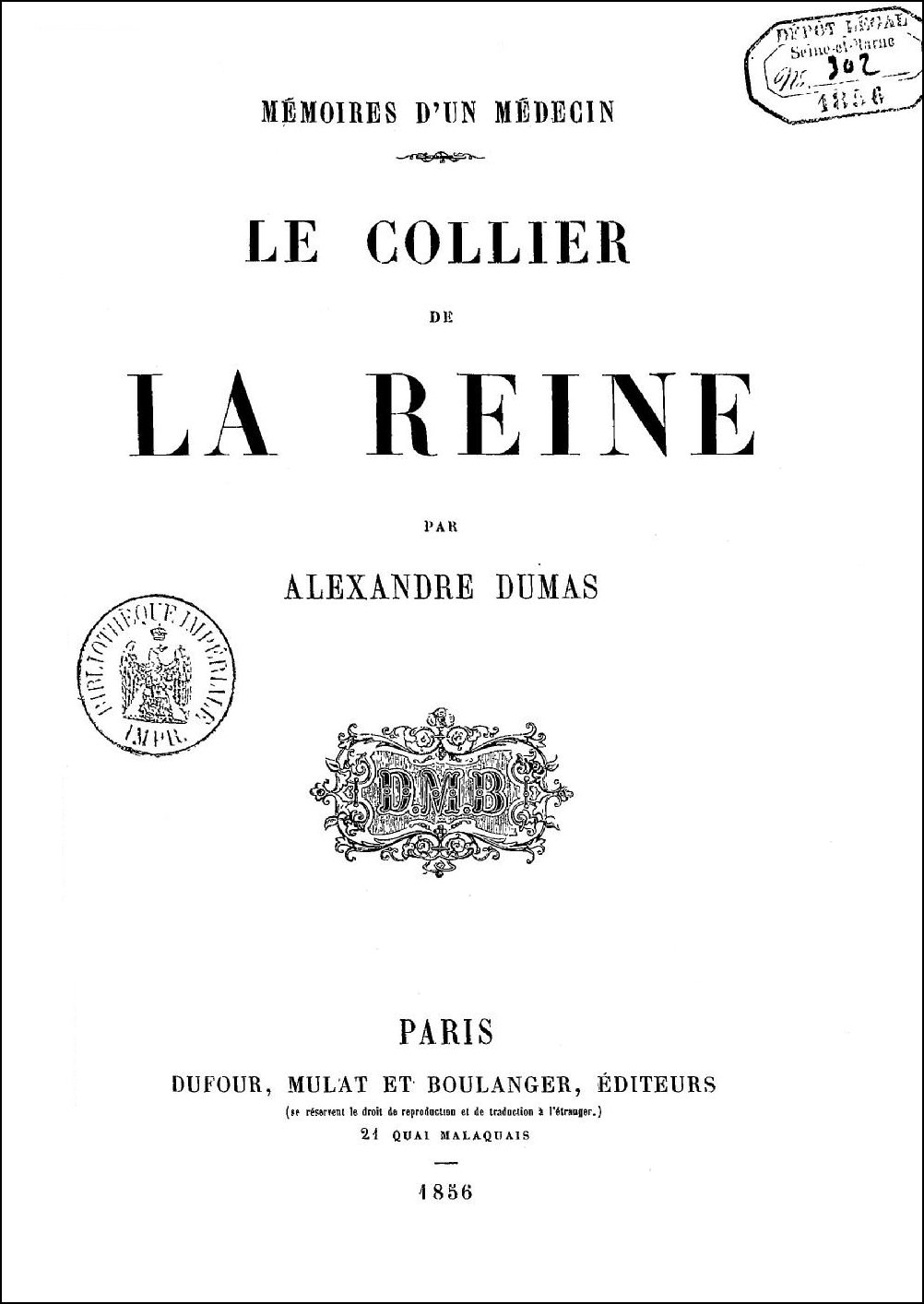
Královnin náhrdelník, vydání z roku 1856

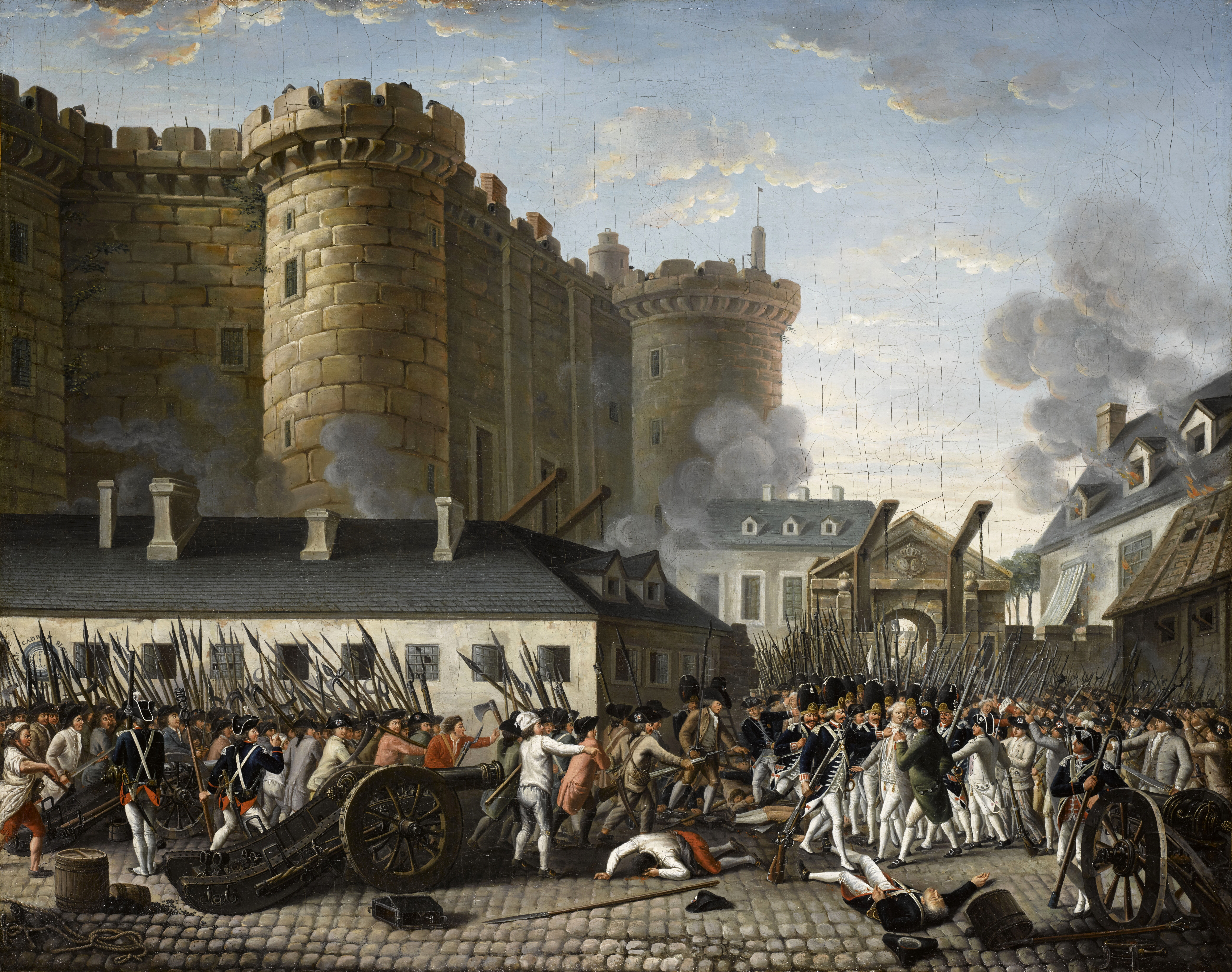
Ange Pitou (Dobytí Bastily)

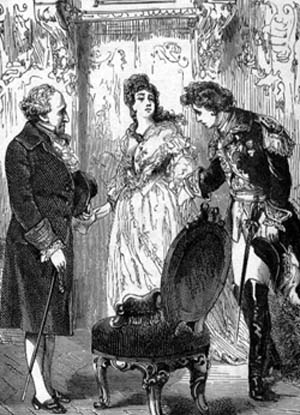
Ilustrace k románu Hraběnka de Charny

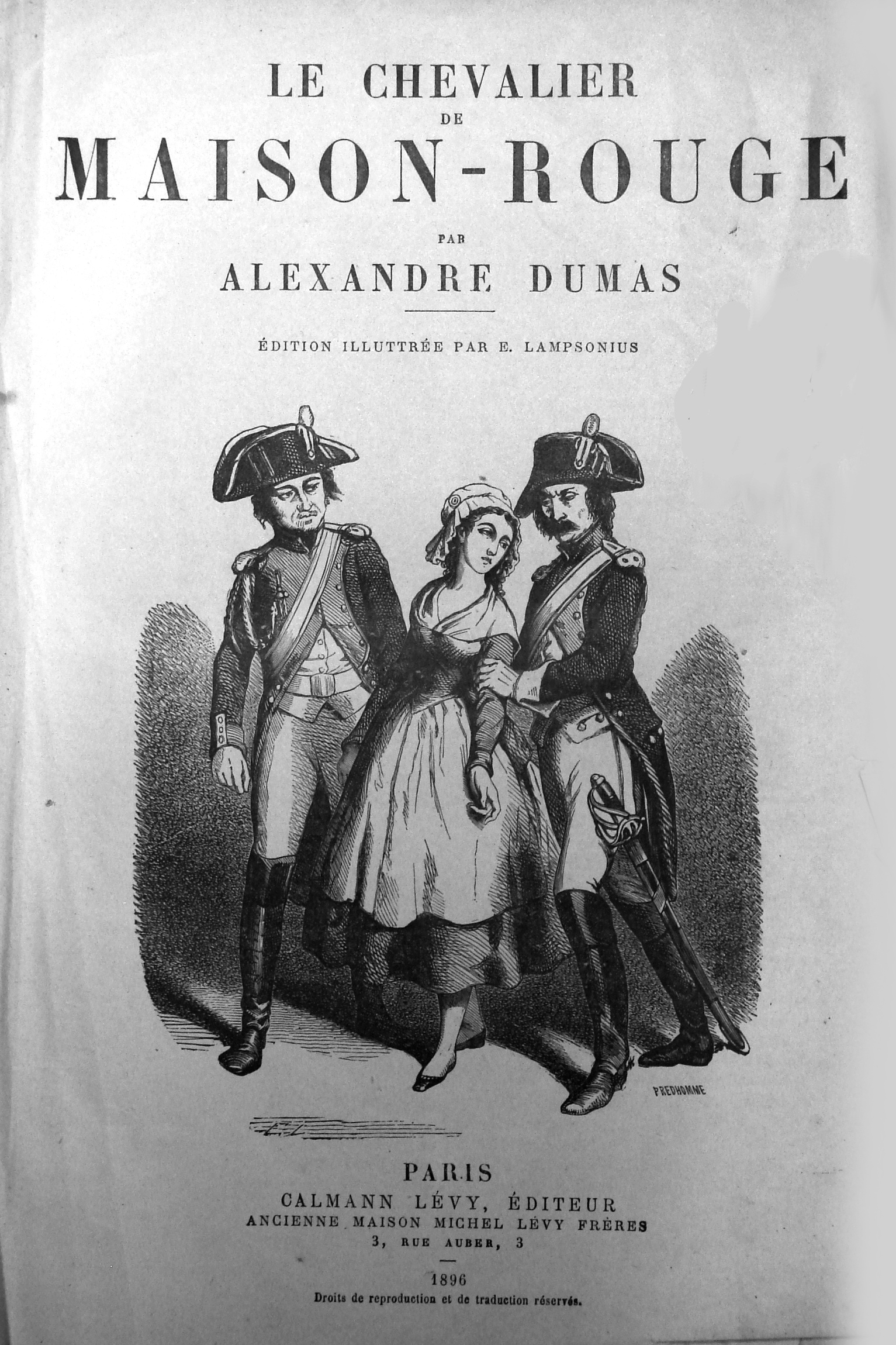
Rytíř de Maison-Rouge, vydání z roku 1846

Paměti lékařovy (Mémoires d'un médecin) je cyklus dobrodružných historických románů francouzského spisovatele Alexandra Dumase staršího, který napsal ve spolupráci s Augustem Maquetem. V jednotlivých románech cyklu je zachycena příprava a počáteční průběh Velké francouzské revoluce v letech 1770 až 1793.

## Romány cyklu
Cyklus se skládá z těchto románů:
- Josef Balsamo (1846–1849), Joseph Balsamo),
- Královnin náhrdelník (1849–1850, Le Collier de la reine),
- Ange Pitou (1850–1851), česky většinou jako Dobytí Bastily,
- Hraběnka de Charny (1852–1855), La Comtesse de Charny).

Protože román Rytíř de Maison-Rouge (1846, Le chevalier de Maison-Rouge), česky též jako Královnin kavalír nebo Konec královny, bezprostředně navazuje na poslední díl cyklu, bývá s tímto cyklem vydáván, jako by byl jeho součástí.

## Stručný obsah cyklu
Dobrodruh, alchymista, svobodný zednář, mág, Velký Kopt a velmistr tajné organizace Josef Balsamo, jinak známý též jako Cagliostro, slibuje svým druhům, že zničí francouzskou monarchii a vytvoří tak zárodky nového lepšího a svobodného světa. Jeho intriky vedou k poklesu prestiže královské rodiny (vyvolá například obrovský skandál s královniným náhrdelníkem, který byl prvním bodem k rozpoutání Velké Francouzské revoluce).
Na tomto pozadí se odehrávají většinou tragické příběhy dalších postav cyklu, doktora Gilberta, Filipa de Taverney a jeho sestry Andrée, Oliviera de Charny a také představitelů třetího stavu, revolucionáře Ange Pitoua a sedláka-filozofa Billota. Cyklus končí popravou krále Ludvíka XVI. Cagliostrovo dílo zkázy je tak dokonáno.
V úzce souvisejícím románu Rytíř de Maison-Rouge jsme svědky marných snah o záchranu královny Marie Antoinetty a její popravy.

## Česká vydání
Tento seznam obsahuje pouze kompletní vydání celého cyklu.
- Paměti lékařovy, Josef R. Vilímek, Praha 1911–1913, znovu 1923–1925, 1929–1930 a 1935–1938.
  - I.–V., Josef Balsamo I.–V. (1911–1912), přeložila M. Marešová, znovu 1923–1924, 1929 a 1935.
  - VI.–VIII. Královnin náhrdelník I.–III. (1912), přeložila M. Marešová, znovu 1924, 1929 a 1935.
  - IX.–X., Dobytí Bastily I.–II. (1912–1913), přeložil Jarka Nevole, znovu 1924, 1929 a 1936.
  - XI.–XVI., Hraběnka de Charny (1913), přeložila Emma Horká, znovu 1924–1925, 1930 a 1937–1938.
- Paměti lékařovy, Vladimír Orel, Praha 1929–1930, přeložil Bedřich Vaníček.
  - I.–V., Josef Balsamo I.–V. (1929),
  - VI.–VIII., Královnin náhrdelník I.–III. (1929),
  - IX.–X., Dobytí Bastily I.–II. (1929),
  - XI.–XVI., Hraběnka de Charny I.–VI. (1929–1930),
  - XII.–XVIII., Rytíř de Maison-Rouge I.–II. (1930).
- Paměti lékařovy, Hennig Franzen, Praha 1929–1930,
  - I., Josef Balsamo I.–V. (1929), přeložil Karel Čvančara a Jan Vaněk.
  - II., Královnin náhrdelník I.–III. (1929), přeložil Josef Menzel.
  - III., Dobytí Bastily I.–II. (1929), přeložila Růžena Pochová
  - IV., Hraběnka de Charny I.–VI. (1930), přeložil Karel Čvančara a Jan Razil.
- Drama Francie, Alois Neubert, Praha 1931–1940. Toto vydání obsahuje kromě cyklu Paměti lékařovy chronologicky uspořádané další autorovy knihy týkající se období Velké Francouzské revoluce.
  - I.–V., Josef Balsamo I.–V. (1931), přeložil přeložil Josef Jan Svátek pod psedonymem Josef Janský.
  - V.–VIII., Královnin náhrdelník I.–III. (1932), přeložil  přeložil Josef Jan Svátek pod psedonymem Josef Janský.
  - IX.–X., Ange Pitou I.–II. (1932), přeložil  přeložil Josef Jan Svátek pod psedonymem Josef Janský.
  - XI.–XVI., Hraběnka de Charny I.–VI. (1932–1933), přeložil  přeložil Josef Jan Svátek pod psedonymem Josef Janský.
  - XVII.–XVIII., Rytíř z Maison Rouge I.–II. (1933), přeložil  přeložil Josef Jan Svátek pod psedonymem Josef Janský.
  - XIX.–XXI., Drama roku devadesátého třetího I.–III. (1934), přeložil  přeložil Josef Jan Svátek pod psedonymem Josef Janský.
  - XXII.–XXIII., V červáncích Velké revoluce I.–II. (1934), přeložil Josef Jan Svátek, jedná se o román Ingénue.
  - XXIV., Žena se sametovou páskou (1934), přeložil Josef Jan Svátek.
  - XXV.–XXVII., Družina Jehu I.–III. (1935), přeložil Josef Jan Svátek.
  - XXVIII.–XXIX., nevydaný titul Bílí a modří I.–II..
  - XXX.–XXXI., Vlčice z Machecoulu I.–II. (1940), přeložil Josef Jan Svátek.
- Paměti lékařovy, Svoboda, Praha 1969–1973.
  - I.–IV., Josef Balsamo I.–IV. (1969), přeložil František Zvěřina.
  - V.–VI., Královnin náhrdelník I.–II. (1970), přeložil Ladislav Jehlička.
  - VI.–VII., Dobytí Bastily I.–II. (1971), přeložil Ladislav Jehlička.
  - IX.–X., Hraběnka de Charny I.–II. (1972), přeložil Ladislav Jehlička, obsahuje pouze první dvě třetiny románu.
  - XI.–XII., Rytíř de Maison-Rouge I.–II. (1973), přeložil Ladislav Jehlička, první díl tohoto vydání obsahuje dokončení románu Hraběnka de Charny, teprve druhý díl vlastní román Rytíř de Maison-Rouge.